# L'Après
Ne doit pas être confondu avec Aprés ou L'Alliance républicaine, écologiste et sociale.
L'Alliance pour une République écologique et sociale (L'Après), anciennement L'Association pour une République écologique et sociale, est un mouvement politique français de gauche créé en mai 2024 et annoncé en juillet de la même année.
La Gauche démocratique et sociale est dissoute dans L'Après en février 2025, suivie par Ensemble ! en mai de la même année.

## Historique

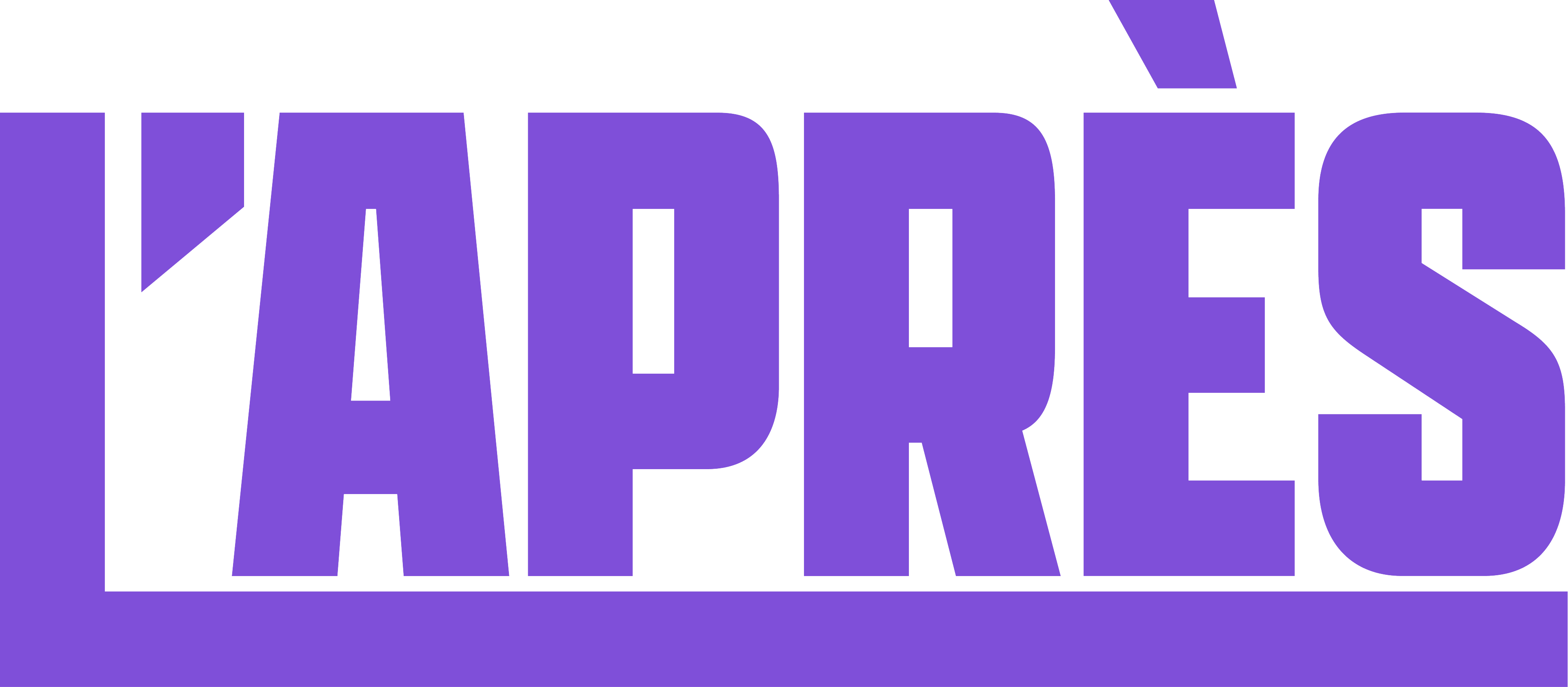
Variante du logo.

En gestation depuis les élections européennes, la création du mouvement L'Après, acronyme d'Association pour une République écologique et sociale, est officiellement annoncé le 12 juillet 2024 à Bagnolet, soit quelques jours après les élections législatives. Il est créé à l'initiative de plusieurs dissidents de La France insoumise, tels que Clémentine Autain, Alexis Corbière, Danielle Simonnet, Raquel Garrido, Hendrik Davi ou Olivier Madaule, adjoint au maire de Montreuil. Il négocie avec les écologistes et les communistes dans le but de siéger ensemble à l'Assemblée nationale. Pierre-Yves Legras, proche de Corbière et responsable de publication du site L'Après, dit qu'il « a été pensé sur le modèle de PRS ».
Le mouvement annonce ne pas avoir comme objectif de « bousculer, remplacer ou affronter » l'entente entre les différents partis de gauche mais être même « au service du Nouveau Front populaire » : l'association se revendique unitaire, et son objectif annoncé est de « cimenter le Nouveau Front populaire pour changer de politique » et « permettre au rassemblement des gauches et des écologistes de grandir et gagner dans le pays »,. 
Des critiques émergent le jour du lancement du mouvement par plusieurs cadres insoumis comme Adrien Quatennens ou Nadège Abomangoli, pointant du doigt le fait que le mouvement ne soit pas né d'une initiative récente mais existe administrativement depuis le 21 mai, lors de la campagne des élections européennes et avant la non-réinvestiture des initiateurs du mouvement par La France insoumise. Clémentine Autain explique dans un premier temps la date du 21 mai par une erreur dans les mentions légales du site web. Pierre-Yves Legras affirme ensuite « avoir déposé les statuts de l’association dès le mois de mai, au moment de la campagne des européennes ».
Le même jour, François Ruffin indique ne pas souhaiter rejoindre le mouvement pour le moment, à la différence du président de son parti Picardie debout !, Guillaume Ancelet. Pascale Martin, députée LFI sortante battue aux législatives, le rejoint.
En juillet 2024, des discussions entre l'Après, la Gauche démocratique et sociale, Ensemble, Génération.s s'engagent ayant pour but final une potentielle fusion de ces forces politiques. La Gauche écosocialiste et Alternative communiste se sont retirés au début, puis Picardie debout ! le 9 octobre 2024. Nouvelle Donne a également été sollicitée. Le 1er février 2025, L'Après fusionne avec la Gauche démocratique et sociale .
Démocratie & socialisme devient le journal de L'Après en février 2025[source secondaire souhaitée].
L'Après change de nom le 22 juin 2025 lors du congrès de sa fondation, en gardant le même acronyme : Alliance pour une République écologique et sociale[réf. nécessaire]. Cela scelle l'alliance avec la Gauche démocratique et sociale et Ensemble,.

## Élus

### Députés

#### XVIIelégislature(2024-)
- Clémentine Autain, 11e circonscription de la Seine-Saint-Denis
- Alexis Corbière, 7e circonscription de la Seine-Saint-Denis
- Hendrik Davi, 5e circonscription des Bouches-du-Rhône
- Danielle Simonnet, 15e circonscription de Paris